# Mikałaj Kreczka
Mikałaj Kreczka (biał. Мікалай Васільевіч Крэчка) — białoruski dyplomata.
Do służby dyplomatycznej trafił wskutek roszad personalnych w białoruskim MSW, gdzie do 13 października 1996 roku zajmował stanowisko wiceministra. Od 14 sierpnia 1997 roku do 6 marca 2000 roku był konsulem generalnym Republiki Białorusi w Białymstoku. 31 marca 2000 roku, ukazem Nr 160 Prezydenta Republiki Białorusi Alaksandra Łukaszenki, mianowany został ambasadorem Republiki Białorusi w Rzeczypospolitej Polskiej. Z godności tej został formalnie odwołany 21 sierpnia 2002 roku.
Za wybitne zasługi w rozwijaniu polsko-białoruskiej współpracy w 2003 roku odznaczony został Krzyżem Komandorskim Orderu Zasługi Rzeczypospolitej Polskiej.